# Kostel Nanebevzetí Panny Marie (Kostelní Lhota)
Kostel Nanebevzetí Panny Marie je dominantou a (od roku 1958) jedinou kulturní památkou obce Kostelní Lhota, které dal také jméno. 

## Historie
První písemná zmínka o kostele pochází z roku 1354, tehdy stál v obci gotický kostel Nanebevzetí Panny Marie a byl farním kostelem římskokatolické farnosti Kostelní Lhota. V roce 1817 pak byl kostel přestavěn v pozdně barokním stylu (o dva roky dříve byl poničen požárem) a v roce 1876 byl poprvé rekonstruován. Rekonstrukce interiéru proběhla v roce 1901 a v roce 1906 byly varhanářskou firmou Rejna a Černý dodány varhany.  V průběhu první světové války byly zrekvírovány kostelní zvony, nové pořídili farníci prostřednictvím veřejné sbírky v roce 1925, ty ale byly zrekvírovány za druhé světové války. Během války byl také kostel zasažen bombardováním. Na přelomu 20. a 21. století došlo k několika pokusům a jednomu úspěšnému vloupání do kostela, poté byly všechny cenné předměty z interiéru uloženy na poděbradském proboštství a do kostela jsou přiváženy pouze při speciálních příležitostech. Po zrušení farnosti Kostelní Lhota v červnu 2021 se stal kostel filiálním v proboštství Poděbrady.

## Architektura
Tento kostel, jednolodní stavba s obdélníkovou lodí a s presbytářem a sakristií v ose, je obklopen zrušeným hřbitovem, z něhož se zachovala pouze zeď. Na severní brance ve zdi jsou umístěny dva kamenné jehlance, na jižní brance dvě sochy světců.

## Aktivity
V roce 2018 byla zřízena veřejná sbírka na opravy kostela, v roce 2020 byla jejím prostřednictvím uhrazena oprava věžních hodin a sbírka pokračuje s cílem financovat rekonstrukci varhan.
Kostel se zapojuje do každoročního festivalu Noc kostelů.
Bohoslužby v kostele probíhají nepravidelně.